# Herb obwodu homelskiego

Herb obwodu homelskiego

Herb obwodu homelskiego przedstawia na tarczy kroju francuskiego w polu zielonym dzielonym w srebrny krzyż kawalerski, w polu sercowym błękitnym siedzącego złotego rysia - herb miasta Homel, w polu górnym łucznika - herb miasta Turów, w polu prawym czarny róg - herb miasta Rohaczów, w polu lewym czarnego orła - herb miasta Mozyrz, w polu dolnym - Pogoń na różanej fladze, herb miasta Rzeczyca. Po bokach tarczy złote dębowe gałęzie z liśćmi przewinięte czerwono-złotą wstęgą. Na tarczy corona muralis o trzech basztach.
Herb przyjęty został 20 października 2005 roku ukazem prezydenta Białorusi nr 490.